# 영동 세천재
영동 세천재(永同 歲薦齋)은 충청북도 영동군 매곡면 유전리에 있는 조선시대의 건축물이다. 1999년 9월 15일 충청북도의 문화재자료 제29호로 지정되었다.

## 개요
조선 제14대 왕인 선조(재위 1567∼1608) 제향시 참석하는 사람들이 머물기도 하며, 후손들의 학문 증진을 위해 조선 숙종 16년(1691)에 세운 건물이다.
선조는 명종이 후사없이 죽자 즉위하였다. 훈구세력을 물리치고 사림세력을 등용했으며 당시 침체된 정국에 활기를 불러일으키고자 노력하였다. 시호는 소경(昭敬)이다.
이곳은 앞면 4칸·옆면 3칸 규모의 건물로 가운데에 2칸 대청마루를 두고 양 옆으로 온돌방을 두었다. 지붕은 옆면에서 볼 때 여덟 팔(八)자 모양을 한 팔작지붕으로 꾸몄다.
독립운동을 했던 성하식(1881∼1958)이 이곳에서 훈장을 지내면서 많은 인재를 배출하기도 하였다.

## 참고 자료
- 영동 세천재 - 국가유산청 국가유산포털